# 玉島 (小惑星)
玉島（たましま、4186 Tamashima）は、小惑星帯の小惑星である。

## 概要
東京天文台木曽観測所で、古川麒一郎と、岡山県倉敷市玉島出身の香西洋樹が発見した。
香西の出身地であり、1967年2月に合併によって倉敷市の一部となった玉島地域（旧玉島市）に因んで命名された。